# Gugumuck
Gugumuck is een Oostenrijkse slakkenbedrijf met eigen kwekerij en restauratieservices waar escargot bereid wordt.
Het restaurant wordt bevoorraad met slakken en verse groenten van eigen terrein volgens het farm-to-table concept. Het bedrijf streeft naar het behoud van de culinaire erfgoed van Oostenrijk.

## Geschiedenis
Andreas Gugumuck (1974) studeerde bedrijfsinformatica en werkte tien jaar in de IT-industrie. Hij maakte uit Die grosse Prato: Kochbuch der österreichischen und süddeutschen Küche en Das kulinarische Erbe der Alpen op dat de slak een belangrijk deel van de Weense culinaire geschiedenis is: Wenen was gedurende middeleeuwen wereldleider in de slakkenconsumptie, die na een korte opleving in de twintigste eeuw in de jaren 80 verdwenen was.
In 2008 begon Gugumuck met het kweken van slakken, hun verwerking en werd hij restaurateur. Op zijn initiatief is het Wiener Schneckenfestival ontstaan. In 2010 werd zijn kwekerij voldoende winstgevend en in 2014 maakte Gugumuck er een bedrijf van en werd er een bistro en een winkel aan toegevoegd.

## Producten

### Traditioneel Weense gerechten
Enkele traditionele Weense wijzen om slakken te bereiden zijn, na de slakken gekookt te hebben, ze met knoflookboter te verwerken, ze in bierbeslag te dippen en ze in hete varkensreuzel te bakken. De slakken worden geserveerd met een saus van azijn, mierikswortel en uien. Andere bereidingen zijn het vullen van de slakken met boter en ansjovis. Een historische Weense specialiteit is slakken gezoet met gekaramelliseerde suiker. Andere traditionele regionale recepten, meestal uit de 19e eeuw, zijn: in wijn gegratineerde slakken op koolbladeren; gegratineerde slakken met boter en kruiden; in de oven gebakken Esterhazy; slakken geserveerd in een zure roomsoep, met wortelgroenten en mierikswortel of met broodknoedels; het oude Weense gerecht van in saus gestoofde slakken (ui, boter, zure room, peterselie, champignons en runderbouillon); of een hartige slakkentaart met wilde knoflook.

### Aanbod Gugumuck
Enkele gerechten die door Gugumuck worden aangeboden zijn slakkenworst; zure room en slakkenlevertjes; pruimen- en slakkensoep; slakken-uientramezzino van slakuien met meloen, kruiden en olijven; beuschel van citroenslak; gegratineerde slak. Pasternak-slakkensoep met een plakje filodeeg; slakkenragout; slakkenbraadworst met een pretzel; slak op balsamico-ui; slakkentruffel met witte chocolade.

## Erkenning
Gugumuck werd in 2014 door het Europees Parlement gedurende de European Congress of Young Farmers uitgeroepen tot "Beste jonge boer van Europa".